# ダニエル・ベイリー
ダニエル・ベイリー（Daniel Bailey、1986年9月9日 - ）はアンティグア・バーブーダの陸上競技選手、専門は100mを主とする短距離走。

## 人物
2004年アテネオリンピック、2006年コモンウェルスゲームズ及び2008年北京オリンピック男子100mアンティグア・バーブーダ代表。アテネオリンピック開会式では母国代表選手団の旗手を務めた。ウサイン・ボルトの練習パートナーとしても有名である。
2008年8月北京オリンピックでは男子100mに出場、ボルトと0秒04差の10秒24で1次予選1組2位となり、これを通過。2次予選5組では10秒23を記録するものの、アサファ・パウエル、ウォルター・ディックス、デリック・アトキンスに次ぐ組4位となり、準決勝進出はならなかった。
2009年は強烈な始動を見せ、5月に10秒02の自己ベストを記録、追い風参考ながら9秒93も記録した。5月24日南アメリカの競技会グランプレミオブラジルカイシャでは新境地を開拓、向かい風にもかかわらず9秒99の自己ベストを記録し10秒の壁を破った。7月ローマで開催されたゴールデン・ガラで9秒96まで記録を伸ばし、1週後の7月17日パリ国際ではボルトに次ぐ2位となり9秒91を記録。ベイリーはアンティグア・バーブーダ記録を更新した。
2010年3月世界室内陸上競技選手権大会60mでは銅メダルを獲得した。6秒57の記録で、この大会ではアンティグア・バーブーダ初のメダリストとなり、「夏の世界大会でも我慢強くメダルを狙って行きたい」と語った。
2012年ロンドンオリンピックの開会式ではアンティグア・バーブーダ選手団の旗手を務めた。

## 記録
| 種目 | 記録            | 場所                                             | 年月日                     | 備考                         |
| ---- | --------------- | ------------------------------------------------ | -------------------------- | ---------------------------- |
| 60m  | 6秒54           | イギリス バーミンガム 、 アメリカ合衆国 ボストン | 2009年2月21日 2010年2月6日 | アンティグア・バーブーダ記録 |
| 100m | 9秒91 （-0.2）  | フランス パリ                                    | 2009年7月17日              | アンティグア・バーブーダ記録 |
| 200m | 20秒40 （+0.6） | メキシコ メキシコシティ                          | 2014年8月16日              |                              |

## 主な戦績
- hは予選、qfは2次予選、sfは準決勝。DNSは棄権、DNFは途中棄権、DQは失格。

| 年   | 大会                                                  | 場所                   | 種目    | 結果      | 記録（風速）   | 備考           |
| ---- | ----------------------------------------------------- | ---------------------- | ------- | --------- | -------------- | -------------- |
| 2002 | 中央アメリカ・カリブジュニア 陸上競技選手権大会(U-17) | ブリッジタウン         | 100m    | 7位       | 11秒39（+0.3） |                |
| 2002 | 中央アメリカ・カリブジュニア 陸上競技選手権大会(U-17) | ブリッジタウン         | 200m    | 5位（h）  | 23秒09（-0.5） |                |
| 2003 | 世界ユース陸上競技選手権大会                          | シェルブルック         | 100m    | 3位（sf） | 10秒80（-2.6） |                |
| 2003 | 世界ユース陸上競技選手権大会                          | シェルブルック         | 200m    | 4位       | 21秒59（-1.1） |                |
| 2003 | カリフタゲームズ（U-20）                              | ポートオブスペイン     | 100m    | 4位（h）  | 10秒97（-3.3） |                |
| 2003 | カリフタゲームズ（U-20）                              | ポートオブスペイン     | 200m    | 2位       | 21秒10（-1.1） |                |
| 2003 | パンアメリカン競技大会                                | サントドミンゴ         | 100m    | 8位（sf） | 10秒74（-1.7） |                |
| 2003 | パンアメリカン競技大会                                | サントドミンゴ         | 200m    | 6位（sf） | 21秒36（+0.3） |                |
| 2004 | カリフタゲームズ（U-20）                              | ハミルトン             | 100m    | 優勝      | 10秒54（-0.9） |                |
| 2004 | カリフタゲームズ（U-20）                              | ハミルトン             | 200m    | 2位       | 21秒07（+1.4） |                |
| 2004 | 中央アメリカ・カリブジュニア 陸上競技選手権大会(U-20) | コアツァコアルコス     | 100m    | 優勝      | 10秒33（+1.6） |                |
| 2004 | 中央アメリカ・カリブジュニア 陸上競技選手権大会(U-20) | コアツァコアルコス     | 200m    | 2位       | 20秒81（+1.2） |                |
| 2004 | 世界ジュニア陸上競技選手権大会                        | グロッセート           | 100m    | 4位       | 10秒39（+1.0） |                |
| 2004 | 世界ジュニア陸上競技選手権大会                        | グロッセート           | 200m    | -         | DNS            |                |
| 2004 | オリンピック                                          | アテネ                 | 100m    | 6位（h）  | 10秒51（-1.4） |                |
| 2005 | カリフタゲームズ（U-20）                              | バコレット             | 100m    | 優勝      | 10秒36（+1.7） |                |
| 2005 | カリフタゲームズ（U-20）                              | バコレット             | 200m    | 優勝      | 21秒36（-0.9） |                |
| 2005 | パンアメリカンジュニア 陸上競技選手権大会             | ウィンザー             | 100m    | 4位       | 10秒39（+0.7） |                |
| 2005 | パンアメリカンジュニア 陸上競技選手権大会             | ウィンザー             | 200m    | 3位       | 20秒80（+2.5） |                |
| 2005 | 世界陸上競技選手権大会                                | ヘルシンキ             | 100m    | 4位（h）  | 10秒49（-1.4） |                |
| 2006 | コモンウェルスゲームズ                                | メルボルン             | 100m    | 5位（qf） | 10秒38（+1.8） |                |
| 2006 | コモンウェルスゲームズ                                | メルボルン             | 400mR   | 5位       | 40秒76（2走）  |                |
| 2006 | 中央アメリカ・カリブ海競技大会                        | カルタヘナ             | 100m    | 5位（h）  | 10秒7          |                |
| 2006 | 中央アメリカ・カリブ海競技大会                        | カルタヘナ             | 400mR   | -（h）    | DNF（2走）     |                |
| 2007 | パンアメリカン競技大会                                | リオデジャネイロ       | 100m    | -（sf）   | DNF            |                |
| 2008 | 世界室内陸上競技選手権大会                            | バレンシア             | 60m     | -（h）    | DQ             |                |
| 2008 | 中央アメリカ・カリブ 陸上競技選手権大会               | カリ                   | 100m    | 2位       | 10秒18（+0.6） |                |
| 2008 | オリンピック                                          | 北京                   | 100m    | 4位（qf） | 10秒23（-0.1） |                |
| 2009 | 世界陸上競技選手権大会                                | ベルリン               | 100m    | 4位       | 9秒93（+0.9）  |                |
| 2010 | 世界室内陸上競技選手権大会                            | ドーハ                 | 60m     | 3位       | 6秒57          |                |
| 2010 | 中央アメリカ・カリブ海競技大会                        | マヤグエス             | 100m    | 2位       | 10秒08（+0.7） |                |
| 2010 | IAAFコンチネンタルカップ                              | スプリト               | 100m    | 2位       | 10秒10（+0.7） |                |
| 2010 | IAAFコンチネンタルカップ                              | スプリト               | 400mR   | 優勝      | 38秒25（1走）  |                |
| 2010 | IAAFダイヤモンドリーグ                                | IAAFダイヤモンドリーグ | 100m    | 年間5位   |                |                |
| 2011 | 中央アメリカ・カリブ 陸上競技選手権大会               | マヤグエス             | 100m    | 2位       | 10秒11（-0.5） |                |
| 2011 | 中央アメリカ・カリブ 陸上競技選手権大会               | マヤグエス             | 400mR   | -（h）    | DNS            |                |
| 2011 | 世界陸上競技選手権大会                                | 大邱                   | 100m    | 5位       | 10秒26（-1.4） |                |
| 2012 | オリンピック                                          | ロンドン               | 100m    | 6位（sf） | 10秒16（+1.0） |                |
| 2013 | 世界陸上競技選手権大会                                | モスクワ               | 100m    | 6位（h）  | 10秒45（-0.1） |                |
| 2014 | コモンウェルスゲームズ                                | グラスゴー             | 200m    | 6位       | 20秒43（+0.5） |                |
| 2014 | コモンウェルスゲームズ                                | グラスゴー             | 400mR   | 7位       | 40秒45（2走）  |                |
| 2014 | パンアメリカン スポーツフェスティバル                 | メキシコシティ         | 100m    | 2位       | 10秒10（-1.3） |                |
| 2014 | パンアメリカン スポーツフェスティバル                 | メキシコシティ         | 200m    | 5位       | 20秒40（+0.6） |                |
| 2015 | 世界リレー                                            | ナッソー               | 4x100mR | 6位（B）  | 39秒25（2走）  | B決勝          |
| 2015 | 世界リレー                                            | ナッソー               | 4x200mR | -（h）    | DNF（2走）     |                |
| 2015 | パンアメリカン競技大会                                | トロント               | 100m    | -（sf）   | DQ             | 不正スタート   |
| 2015 | パンアメリカン競技大会                                | トロント               | 4x100mR | -         | DQ（2走）      | オーバーゾーン |
| 2015 | 世界陸上競技選手権大会                                | 北京                   | 4x100mR | 6位       | 38秒61（2走）  |                |

## 参考資料・外部リンク
- ダニエル・ベイリー - ワールドアスレティックスのプロフィール（英語）
- ダニエル・ベイリー - Olympedia（英語）
- 『男子100メートル ボルト、ゲイ、塚原らが準決勝進出、世界陸上』 AFPBB

| オリンピック                | オリンピック                            | オリンピック |
| --------------------------- | --------------------------------------- | ------------ |
| 先代 ジェームズ・グレイマン | アンティグア・バーブーダ選手団旗手 2012 | 次代 未定    |